# Cross-Linguistic Linked Data
El projecte Cross-Linguistic Linked Data (CLLD) coordina més d'una dotzena de bases de dades lingüístiques que cobreixen les llengües del món. L'allotja el Departament d'Evolució Lingüística i Cultural del Max-Planck-Institut für Menschheitsgeschichte a Jena, Turíngia, Alemanya.

## Bases de dades i projectes
- Glottolog[2]
- World Atlas of Language Structures (WALS)[3]
- World Loanword Database (WOLD)[4]
- Atlas of Pidgin and Creole Language Structures (APICS)[5]
- Automated Similarity Judgment Program (ASJP)
- Intercontinental Dictionary Series (IDS)
- Electronic World Atlas of Varieties of English (eWAVE)[6]
- A world-wide survey of affix borrowing (AfBo)[7]
- South American Indigenous Language Structures Online (SAILS)[8]
- PHOIBLE[9]
- Tsammalex[10]
- Comparative Siouan Dictionary (CSD)[11]
- Concepticon[12]
- Dogon languages[13]
- Database of Cross-Linguistic Colexifications[14]
- Glottobank[15] (includes Lexibank, Grambank, Phonobank, Parabank, Numeralbank)
- Dictionaria[16]
- Australian Message Stick Database (AMSD)[17]
- Language Description Heritage (LDH)[18]
- Cross-Linguistic Data Formats (CLDF)[19]
- Cross-Linguistic Transcription Systems (CLTS)[20]
- Database of Cross-Linguistic Colexifications (CLICS³)[21]
- Language Description Heritage (LDH) (llibreria d'accés lliure)[18]